# Городоцький став (Львівська область)

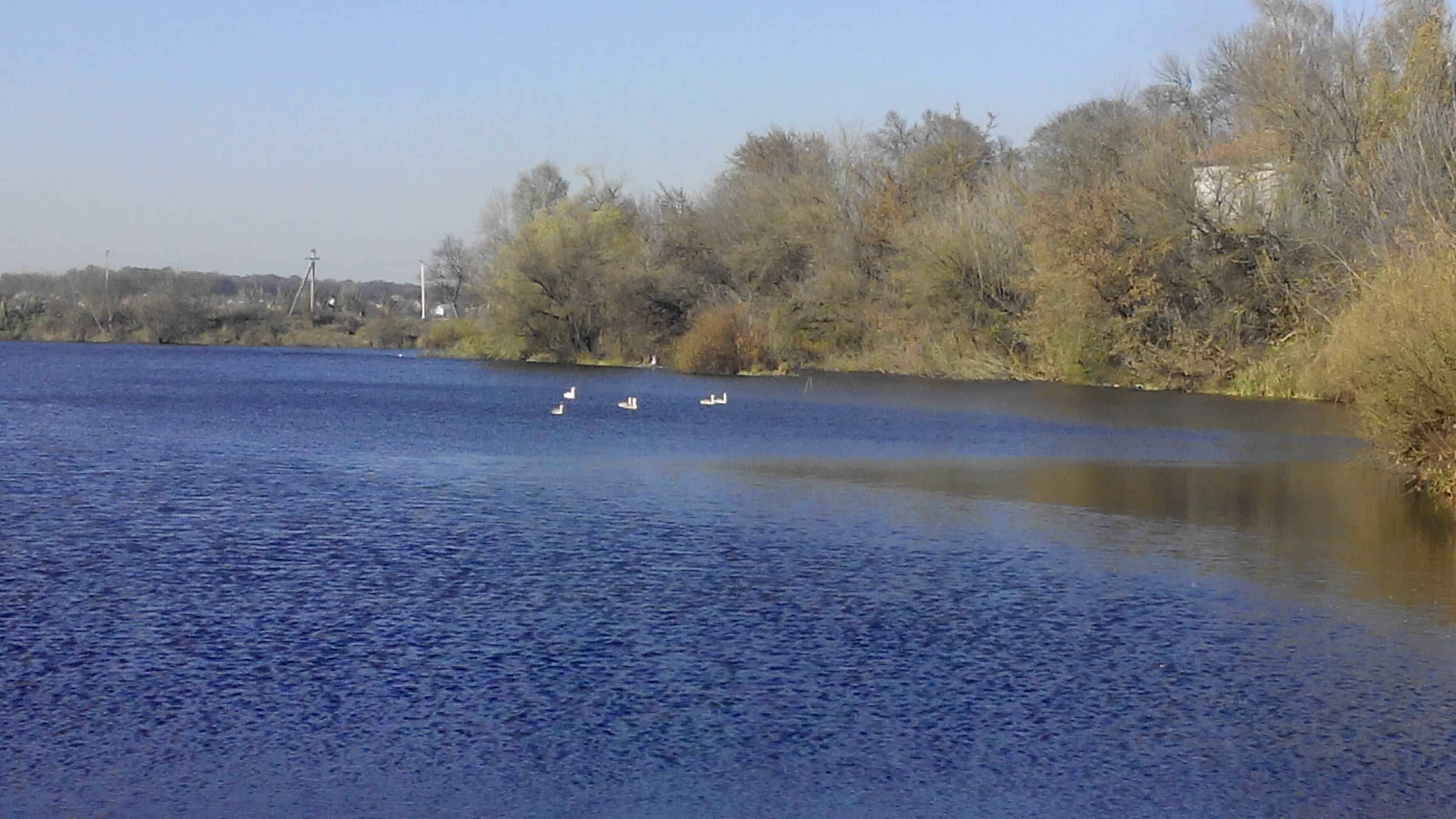

Городоцький став — природне озеровидне розширення на р. Верещиці, що перетворене у 1961-1962 рр. на систему ставків, з метою розведення риби (ставкове рибне господарство), зараз у вигляді декількох ставків, поділених дамбою. Розташований в Городоцькому районі Львівської області, біля районного центру – м. Городок.

## Загальна характеристика
Географічні координати: 49° 47′  пн. ш.;  23° 37′ сх..д..
Середня глибина: 1,5-2 м.
Максимальна глибина: 3,3 м.
Площа басейну:100 га.
Вливаються річки: р. Верещиця.
Витікають річки: р. Верещиця.
Країни басейну: Україна.
Населені пункти: м. Городок.
Кліматичний пояс: Помірний.
Інформативний фотогляд Городоцького ставу також можна переглянути на популярному відохостингу YouTube:
https://www.youtube.com/watch?v=x7N9cUQNXNs&feature=youtu.be [Архівовано 27 березня 2016 у Wayback Machine.]

## Історичне значення
«Княжий Городок було споруджено за зразком інших міст Галицько-Волинського князівства, він мав вигляд фортеці, оточеної річкою Верещицею, ставами (зараз група Городоцьких ставів), важкодоступними болотами…» (2)
У ХІІІ столітті Городок відігравав  значну роль в економічному і політичному житті Галицького князівства. Річка Верещиця, яка впадає у Дністер, була в ті часи судноплавною. Місто лежало на важливому торговельному шляху, який зв’язував схід із заходом, південь з північчю. (2)
Головним предметом експорту з міста Городка була риба, яку з давніх-давен розводили в навколишніх ставах. Городоцьке староство передало Городоцькі, Черлянський і Дроздовицький стави в оренду львівським купцям, які раз на три роки виловлювали тут рибу, упаковували її в бочки і перевозили на львівські торговельні склади. Звідти рибу вивозили в різні міста Речі Посполитої, а також за кордон. (2)
«Любив, пишуть хронікарі, Владислав Опольчик відпочивати від державних справ у Городку і вдивлятись у поверхню ставу…» (1)
«Барон Браніцкій слідкував за загальним станом р. Верещиці до Другої світової війни на ділянці від Дроздовицького ставу до Люблін, Комарного.»  - Іван Ковч, місцевий житель, 1932 року народження.
Став був прихистком для місцевих мешканців у Другій світовій війні. Коли здійснювалися авіаудари на місто Городок, люди забігали у став та занурювались у нього, тим самим частково захищаюсь від небезпеки.
За словами місцевих мешканців до будівництва дамби 1961-1962 рр. вода  в Городоцькому ставі була завжди чистою, бо через водойму протікала річка Верещиця; цвіли лілії; процвітав весловий спорт, видно було дно, був пляж.